# Oberwarngau

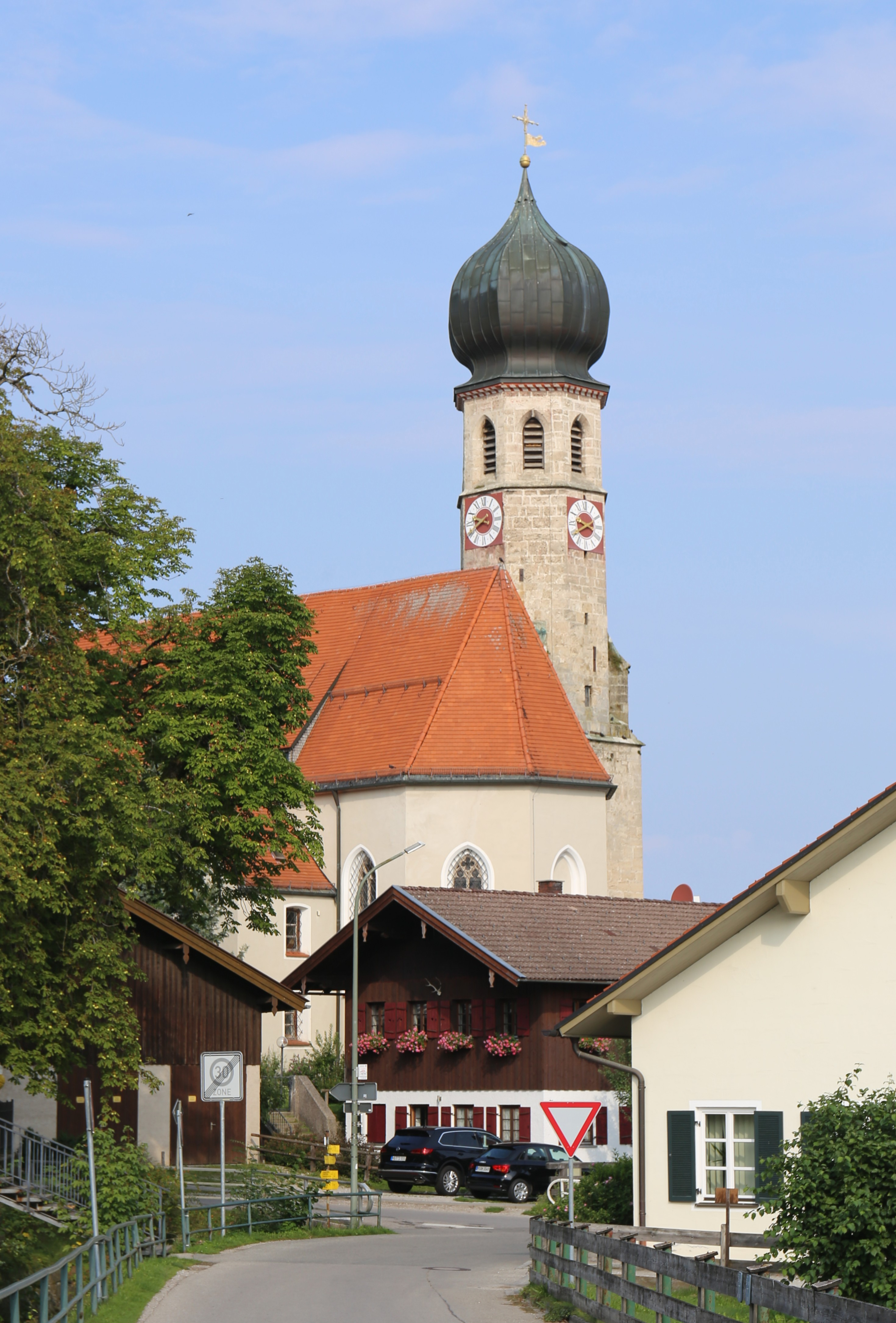
Pfarrkirche St. Johannes der Täufer (2019)

Oberwarngau ist ein Gemeindeteil der Gemeinde Warngau im oberbayerischen Landkreis Miesbach.

## Geographie
Das Pfarrdorf ist Hauptort und Sitz der Gemeindeverwaltung Warngau. Es liegt an der Bundesstraße 318 und den Kreisstraßen MB 10 und Kreisstraße MB 19. Im Jahr 804 wurde es erstmals unter dem Namen Uuormgoi urkundlich erwähnt.

## Baudenkmäler
In der Liste der Baudenkmäler in Warngau sind für Oberwarngau acht Baudenkmäler aufgeführt, darunter
- die katholische Pfarrkirche St. Johannes der Täufer.